# António Coimbra de Matos
António Coimbra de Matos (Galafura, Peso da Régua, 20 de Dezembro de 1929 - 1 de Julho de 2021) foi um psiquiatra, psicanalista e professor português.

## Biografia
Nasceu em 20 de Dezembro de 1929, na aldeia da Galafura, no concelho de Peso da Régua. Estudou depois em Lisboa, onde terminou uma licenciatura em medicina com especialização em psiquiatria.
Foi também na capital que desenvolveu a sua carreira como psiquiatra e psicanalista. Esteve à frente do Centro de Saúde Mental Infantil e Juvenil e o departamento de pedopsiquiatria do Hospital de Dona Estefânia até à sua reforma. No CSMIJ, colaborou com João dos Santos, uma importante figura na pedopsiquiatria portuguesa. Começou a ensinar em 1982, e em 1990 tornou-se professor associado convidado do Instituto Superior de Psicologia Aplicada. Também foi professor na Faculdade de Psicologia de Lisboa. Fundou e presidiu a várias instituições científicas, como a Sociedade Portuguesa de Psicossomática, a Associação Portuguesa de Psicanálise e Psicoterapia Psicanalítica e o Colégio de Psiquiatria da Infância e Adolescência da Ordem dos Médicos. Também publicou vários artigos e livros sobre o tema da psiquiatria. Nos últimos anos antes do seu falecimento, também exerceu como analista e presidente da comissão de ensino na Sociedade Portuguesa de Psicanálise. Ao longo da sua carreira, destacou-se pela promoção do ensino e da formação de novos profissionais psicanalistas, além de ter difundido os trabalhos científicos da Sociedade Portuguesa de Psicanálise.
Faleceu em 1 de Julho de 2021, aos 92 anos de idade. Foi enterrado no Cemitério dos Olivais, em Lisboa.
Foi classificado pelo Instituto Superior de Psicologia Aplicada como «a mais incontornável figura da saúde mental em Portugal». Recebeu várias homenagens a nível internacional, como o Distinguished Psychoanalytic Educator Award 2012, pelo International Forum for Psychoanalytic Education.

## Obras publicadas
- Psicanálise e Psicoterapia Psicanalítica (2.ª edição, 2006)
- Revista Portuguesa de Psicanálise - N.º 24 (com Rui Coelho, 2006)
- Vária. Existo porque Fui Amado (2007)
- Relação de Qualidade: Penso em ti (2011)
- Adolescência (2011)
- O Desespero: Aquém da depressão (2011)
- Saúde Mental (2011)
- Mais Amor Menos Doença: A Psicossomática Revisitada (2012)
- A Depressão (2.ª edição, 2014)
- Revista Portuguesa de Psicossomática n.º 01/02, Vol 8 (2014)
- Nova Relação (2016)
- A Vida é um Sopro (com Miguel Mealha Estrada) (2018)
- Laço de Seda (2019)